# Јасеник (Коњиц)
Јасеник  је насељено место у Босни и Херцеговини у општини Коњиц у Херцеговачко-неретванском кантону које административно припада Федерацији Босне и Херцеговине. Према попису становништва из 1991. у насељу је живјело 410 становника.

## Становништво
По последњем службеном попису становништва из 1991. године, у насељу Јасеник живела су 410 становника. Већина становника су били Муслимани.
| Националност       | 1991.        | 1981. | 1971. |
| Муслимани          | 364 (88,78%) |       |       |
| Хрвати             | 45 (10,98%)  |       |       |
| остали и непознато | 1 (0,24%)    |       |       |
| Укупно             | 410          |       |       |